# Іскарське шосе (станція метро)
Іскарське шосе (болг. Метростанция „Искърско шосе“) — станція четвертої лінії Софійського метрополітену.
Однопрогінна станція мілкого закладення, з двома береговими платформами.
Розташована на розі бул. „Кръстьо Пастухов“ з бул. „Искърско шосе“ в житловому кварталі "Дружба 1". Біля станції розташована залізнична станція "Искър".
Наземний транспорт
- автобусні лінії: 10, 88, 604;
- трамвайні лінії: 20, 23

## Ресурси Інтернету
Вікісховище має мультимедійні дані за темою: Iskarsko shose Metro Station
- Sofia Metropolitan [Архівовано 5 березня 2016 у Wayback Machine.]
- SofiaMetro@UrbanRail [Архівовано 15 травня 2021 у Wayback Machine.]
- Sofia Urban Mobility Center [Архівовано 22 жовтня 2016 у Wayback Machine.]
- Sofia Metro station projects [Архівовано 4 квітня 2015 у Wayback Machine.]